# Рочестер (Техас)
Рочестер (англ. Rochester) — місто (англ. town) в США, в окрузі Гаскелл штату Техас. Населення — 248 осіб (2020).

## Географія
Рочестер розташований за координатами 33°18′51″ пн. ш. 99°51′23″ зх. д. / 33.31417° пн. ш. 99.85639° зх. д. (33.314205, -99.856503).  За даними Бюро перепису населення США в 2010 році місто мало площу 0,88 км², уся площа — суходіл.

## Демографія
Згідно з переписом 2010 року, у місті мешкали 324 особи в 129 домогосподарствах у складі 85 родин. Густота населення становила 366 осіб/км².  Було 181 помешкання (205/км²).
Расовий склад населення:
| - 72,5 % — білих - 6,5 % — чорних або афроамериканців - 0,6 % — корінних американців - 16,7 % — осіб інших рас |

До двох чи більше рас належало 3,7 %. Частка іспаномовних становила 37,3 % від усіх жителів.
За віковим діапазоном населення розподілялося таким чином: 25,3 % — особи молодші 18 років, 54,0 % — особи у віці 18—64 років, 20,7 % — особи у віці 65 років та старші. Медіана віку мешканця становила 41,0 року. На 100 осіб жіночої статі у місті припадало 100,0 чоловіків;  на 100 жінок у віці від 18 років та старших — 95,2 чоловіків також старших 18 років.
Середній дохід на одне домашнє господарство  становив 36 117 доларів США (медіана — 29 792), а середній дохід на одну сім'ю — 44 520 доларів (медіана — 35 833). За межею бідності перебувало 27,6 % осіб, у тому числі 52,1 % дітей у віці до 18 років та 19,0 % осіб у віці 65 років та старших.
Цивільне працевлаштоване населення становило 125 осіб. Основні галузі зайнятості: освіта, охорона здоров'я та соціальна допомога — 32,8 %, сільське господарство, лісництво, риболовля — 12,8 %, науковці, спеціалісти, менеджери — 8,0 %, будівництво — 8,0 %.